# Rychlobruslení na Zimních olympijských hrách 2010 – stíhací závod družstev muži
Stíhací závod družstev mužů na Zimních olympijských hrách 2010 se konal v hale Richmond Olympic Oval v Richmondu ve dnech 26. a 27. února 2010. Čeští závodníci se jej nezúčastnili.

## Výsledky

### Čtvrtfinále
Vítězné týmy z každé jízdy postoupily do dvou semifinálových jízd, ostatní družstva postoupila do finálových jízd o páté až osmé místo.
| Pořadí        | Země                   | Jméno                                                    | Čas     | Ztráta | Postup       |
| ------------- | ---------------------- | -------------------------------------------------------- | ------- | ------ | ------------ |
| Čtvrtfinále 1 |                        |                                                          |         |        |              |
| 1.            | Kanada                 | Mathieu Giroux Lucas Makowsky Denny Morrison             | 3:42,38 | 0,00   | Semifinále 1 |
| 2.            | Itálie                 | Matteo Anesi Enrico Fabris Luca Stefani                  | 3:46,35 | +3,97  | Finále C     |
| Čtvrtfinále 2 |                        |                                                          |         |        |              |
| 1.            | Spojené státy americké | Chad Hedrick Jonathan Kuck Trevor Marsicano              | 3:44,25 | 0,00   | Semifinále 2 |
| 2.            | Japonsko               | Šigejuki Dedžima Hiroki Hirako Teruhiro Sugimori         | 3:48,15 | +3,90  | Finále D     |
| Čtvrtfinále 3 |                        |                                                          |         |        |              |
| 1.            | Norsko                 | Håvard Bøkko Mikael Flygind Larsen Fredrik van der Horst | 3:43,66 | 0,00   | Semifinále 1 |
| 2.            | Jižní Korea            | Ha Hong-sun I Čong-wu I Sung-hun                         | 3:43,69 | +0,03  | Finále C     |
| Čtvrtfinále 4 |                        |                                                          |         |        |              |
| 1.            | Nizozemsko             | Jan Blokhuijsen Sven Kramer Simon Kuipers                | 3:44,25 | 0,00   | Semifinále 2 |
| 2.            | Švédsko                | Joel Eriksson Daniel Friberg Johan Röjler                | 3:46,40 | +2,15  | Finále D     |

### Semifinále
Vítězné týmy obou jízd postoupily do finále o zlatou medaili, poražená družstva postoupila do finále o bronz.
| Pořadí       | Země                   | Jméno                                                  | Čas     | Ztráta | Postup   |
| ------------ | ---------------------- | ------------------------------------------------------ | ------- | ------ | -------- |
| Semifinále 1 |                        |                                                        |         |        |          |
| 1.           | Kanada                 | Mathieu Giroux Lucas Makowsky Denny Morrison           | 3:42,22 | 0,00   | Finále A |
| 2.           | Norsko                 | Håvard Bøkko Henrik Christiansen Fredrik van der Horst | 3:43,44 | +1,22  | Finále B |
| Semifinále 2 |                        |                                                        |         |        |          |
| 1.           | Spojené státy americké | Brian Hansen Chad Hedrick Jonathan Kuck                | 3:42,71 | 0,00   | Finále A |
| 2.           | Nizozemsko             | Jan Blokhuijsen Sven Kramer Mark Tuitert               | 3:43,11 | +0,40  | Finále B |

### Finále
| Pořadí           | Země                   | Jméno                                                  | Čas          | Ztráta |
| ---------------- | ---------------------- | ------------------------------------------------------ | ------------ | ------ |
| Finále A         |                        |                                                        |              |        |
| Zlatá medaile    | Kanada                 | Mathieu Giroux Lucas Makowsky Denny Morrison           | 3:41,37      | 0,00   |
| Stříbrná medaile | Spojené státy americké | Brian Hansen Chad Hedrick Jonathan Kuck                | 3:41,58      | +0,21  |
| Finále B         |                        |                                                        |              |        |
| Bronzová medaile | Nizozemsko             | Jan Blokhuijsen Sven Kramer Simon Kuipers              | 3:39,95 (OR) | 0,00   |
| 4.               | Norsko                 | Håvard Bøkko Henrik Christiansen Mikael Flygind Larsen | 3:40,50      | +0,55  |
| Finále C         |                        |                                                        |              |        |
| 5.               | Jižní Korea            | Ha Hong-Sun I Čong-wu I Sung-hun                       | 3:48,60      | 0,00   |
| 6.               | Itálie                 | Matteo Anesi Enrico Fabris Luca Stefani                | 3:54,39      | +5,79  |
| Finále D         |                        |                                                        |              |        |
| 7.               | Švédsko                | Joel Eriksson Daniel Friberg Johan Röjler              | 3:46,18      | 0,00   |
| 8.               | Japonsko               | Šigejuki Dedžima Hiroki Hirako Teruhiro Sugimori       | 3:49,11      | +2,93  |